# ハラパ
ハラパ (Xalapa) は、メキシコ合衆国ベラクルス州の州都である。

## 概要
ハラパはベラクルス州の中央付近に位置している。人口は52万5147人（2009年）であり、ベラクルス州の都市としてはベラクルスに次ぐ人口を持つ。
ハラパの名前は、ナワトル語で「砂の中の泉」を意味するXallapanに由来する。また、ハラパはトウガラシの品種の一つハラペーニョの語源となっている。

## 歴史
現在では公園となっているMacuiltepetl(「5つの丘」の意味)には、はじめトトナカ人が居住していた。 14世紀には、現在のハラパの土地に4つ種族が住んでいた。 彼らはそれぞれ小さな村を建設した。 トトナカ人はXalitic(「砂の中」の意味)を、チチメカ人はTechacapan (「廃棄物の川」の意味)を、トルテカ人は北西地域にTecuanapan(「獣の川」の意味)を、テオチチメカス人(Teochichimecas)はTlalnecapanをそれぞれ設立した。
1313年頃、4つの村は発展し、ハラパン(Xallapan)という名の一つの大きな村を形成した。第5代アステカ王のモクテスマ1世(Moctezuma Ilhuicamina)は、15世紀後半にこの領土に侵入し、以後スペイン人のコンキスタドールがやって来るまで、アステカ帝国の一部となった。
1519年、エルナン・コルテスがテノチティトランへの途上で、ハラパを通った。1555年、ヌエバ・エスパーニャで二番目に重要な事項であった、フランシスコ会修道院の最終建設が行われた。
スペイン人が到着した時、ハラパにはほとんど人が住んでいなかった。スペインによる征服の後、メキシコ-オリザナ(Orizaba)-ベラクルスを結ぶ道ができ、交通のハブとしてのハラパの重要性は低下し、17世紀の間人口は停滞していた。しかし、1720年から商品を売買するためにユカタン半島より到着した数多くの新大陸の商人との貿易により、ハラパの重要性は徐々に増していった。当時、近郊の町に家族と共に住んでいた多くのスペイン人居住者がハラパに流入し、1760年までにスペイン人とメスチソの人口は1000人を超えた。ハラパの人口が増加したことで、町の文化的・商業的な重要性が18世紀に急激に高まった。その結果、地域住民の要望に応えて、スペイン国王カルロス4世は、1791年12月18日に公式に、ハラパを町(Town)に昇格させた。
1772年に、ハラパ大聖堂の建設が開始され、1784年5月18日に完成した。

## 文化

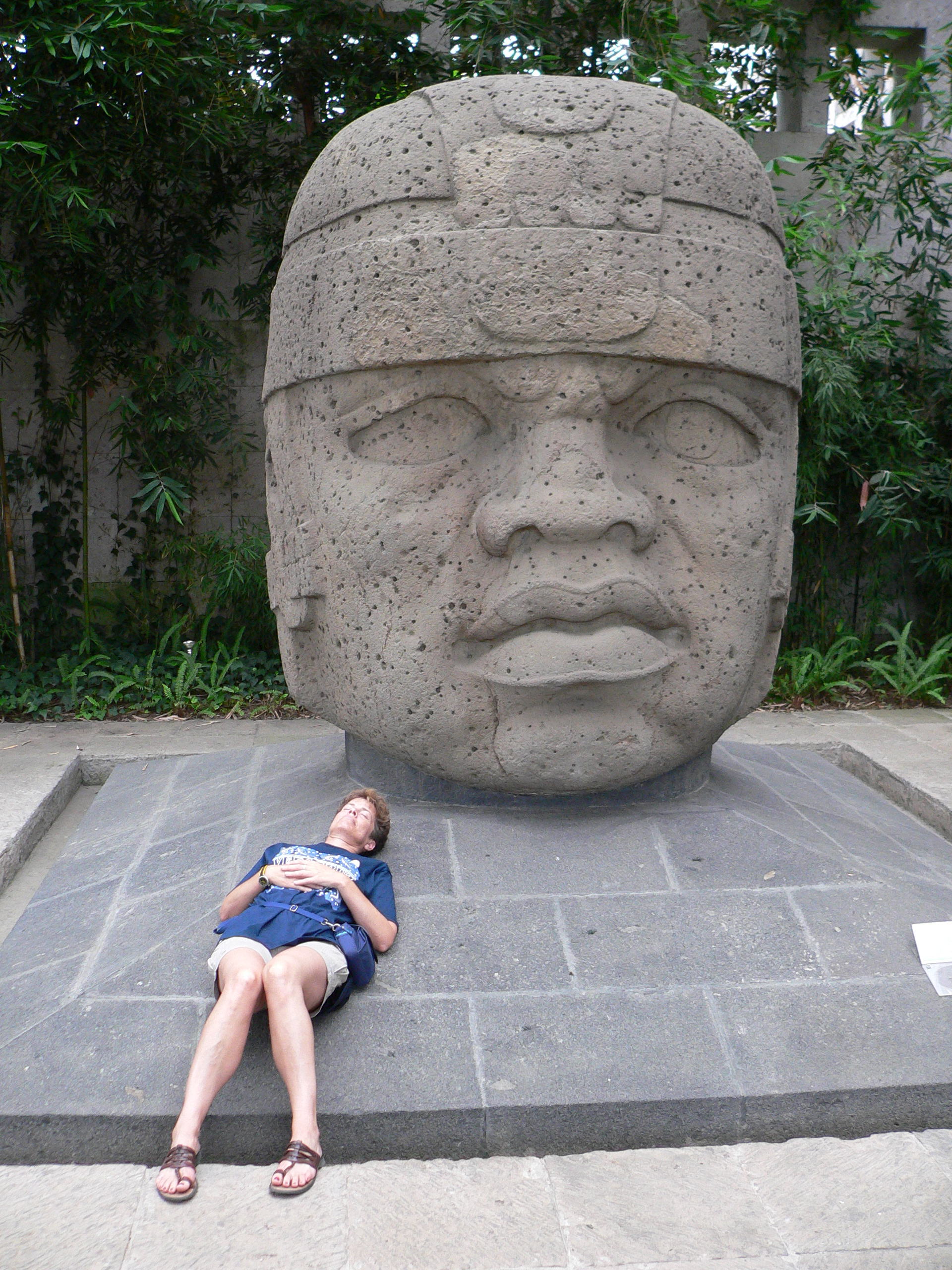
ハラパ人類学博物館に展示されているオルメカ文明の巨石人頭像

ハラパはベラクルス州立大学、ハラパ大学、アナワク大学ハラパ校などの教育機関の影響を強く受けており、文化活動が盛んである。ベラクルス州立大学附属のハラパ人類学博物館にはオルメカ文明の巨石人頭像が展示されている。
市役所の近く、繁華街のフアレス公園にあるディエゴ・リベラ美術館には、ディエゴ・リベラの絵画作品のメキシコ国内最大のコレクションが展示されている。